# Litauische Marine
Die Litauischen Seestreitkräfte (litauisch Karinės jūrų pajėgos) sind eine Teilstreitkraft der Litauischen Armee und unterstehen dem litauischen Verteidigungsministerium. Der Befehlshaber der Seestreitkräfte ist Kapitän zur See Tadas Jablonskis. Wichtigster Stützpunkt der Seestreitkräfte ist Klaipėda.

## Geschichte
Schon die historische Königliche Republik Polen-Litauen verfügte über eine Flotte, als deren Gründer Sigismund II. August gilt. Diese verlor aber mit dem Niedergang des Staates zunehmend an Bedeutung. Erst nachdem man 1923 die Kontrolle über das Memelgebiet und die dortige Hafenstadt Klaipėda erlangt hatte, hatte das 1918 unabhängig gewordene Litauen begonnen, wieder eigene Seestreitkräfte aufzubauen. Hierzu wurde 1927 ein deutsches Minensuchboot erworben und als Schulschiff Prezidentas Smetona in Dienst gestellt. Am 1. August 1935 wurde die Marine von General Stasys Raštikis zu einer selbstständigen Teilstreitkraft erhoben. Nur wenige Jahre später war deren vorläufiges Ende besiegelt, als das Memelgebiet 1939 an Deutschland zurückfiel und das restliche Litauen im Jahr darauf von der Sowjetunion ohne Gegenwehr besetzt wurde. Die Prezidentas Smetona war dabei die einzige Einheit Litauens, deren Flagge nicht an die Sowjetischen Streitkräfte übergeben wurde. Die Besatzung hatte in der Nacht die Flagge nieder geholt und sich mit dieser über das Meer abgesetzt. So gelangte die Flagge später noch in die USA.

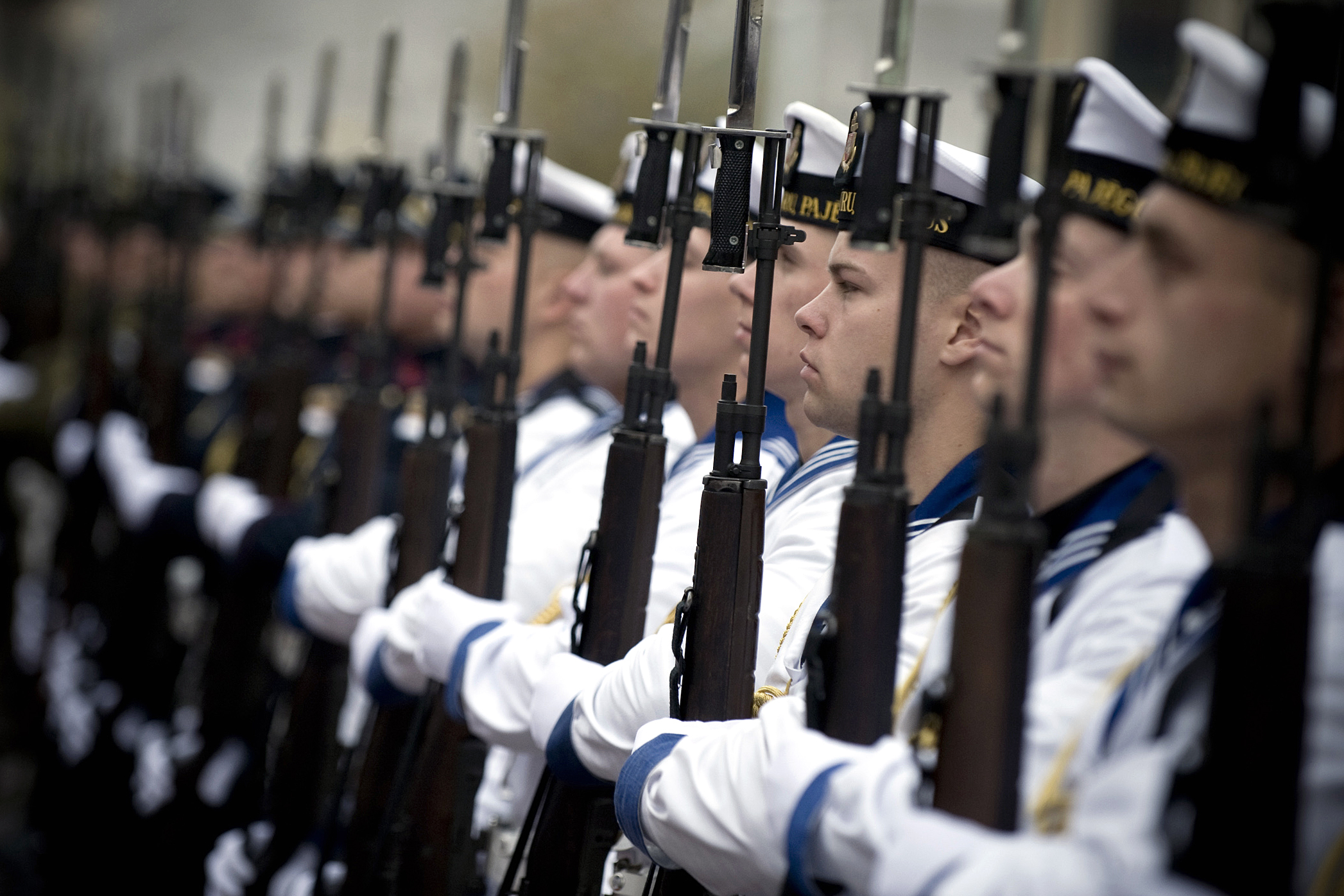
Ehrengarde der Litauischen Marine

Nach der wiedererlangten Unabhängigkeit Litauens 1990/91 wurden die Seestreitkräfte, wie auch die anderen Teilstreitkräften, neu aufgestellt. Als Datum der Neugründung der Marine gilt dabei heute der 4. Juli 1992. Zum Aufbau einer eigenen Flotte wurden in der Folgezeit zunächst zwei ehemals sowjetische Korvetten übernommen. Im Jahr 1993 übergab die Russische Föderation den litauischen Seestreitkräften den Küstenschutz des Landes. Ende des Jahres 1996 begann eine Kooperation mit den Seestreitkräften Estlands und Lettlands. Daraus entwickelte sich in den nächsten zwei Jahren das gemeinsame Ostseegeschwader BALTRON.
Mit dem NATO-Beitritt Litauens am 29. März 2004 fand, wie in den anderen baltischen Staaten, eine umfassende Modernisierung der Flotte statt. Im Jahr 2009 wurde innerhalb der Seestreitkräfte ein Rettungszentrum (litauisch Jūrų gelbėjimo koordinavimo centras) aufgebaut, dessen Aufgabe die Koordination von Seenotrettungen und die Bekämpfung von Öl- und Gefahrstoffunfällen ist.
Seit der Neuaufstellung der Marine in den 1990ern hat es sich eingebürgert, die Schiffe nach historischen Regionen Litauens zu benennen.
Befehlshaber der Seestreitkräfte

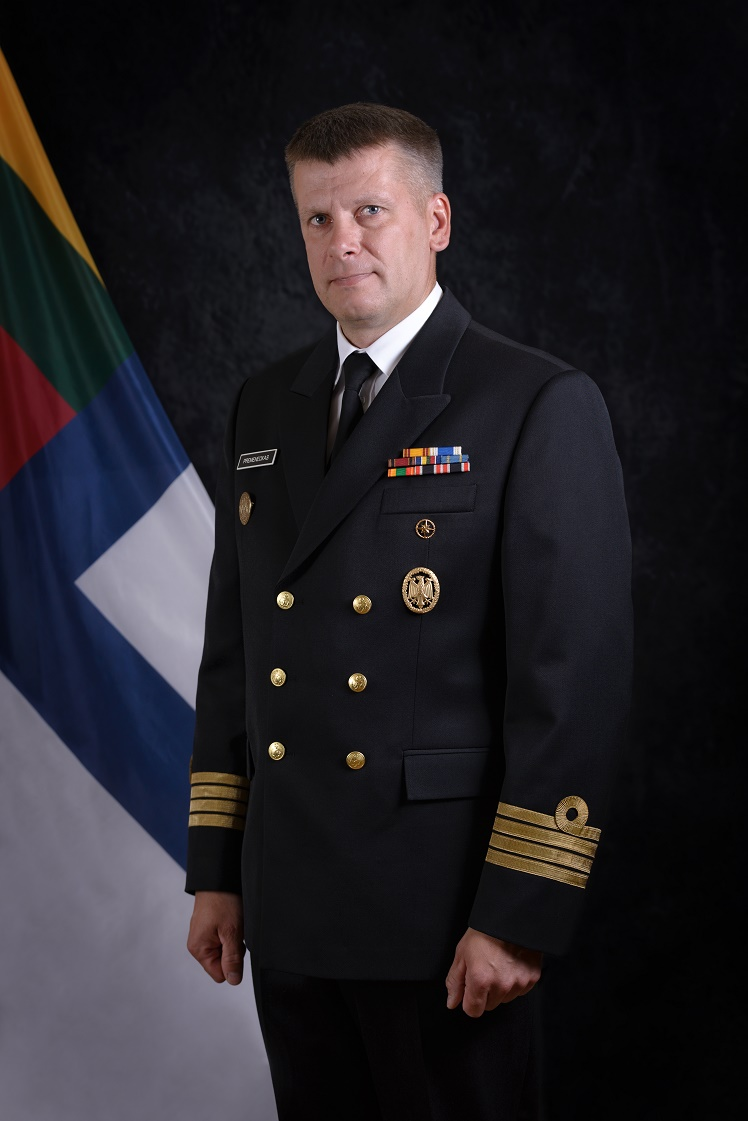
Giedrius Premeneckas (2020)

Seit ihrem Neuaufbau im Jahr 1992 wurden die litauischen Seestreitkräfte von folgenden Offizieren geführt:
| Name                       | Dienstzeit                       | Bemerkung   |
| -------------------------- | -------------------------------- | ----------- |
| Juozapas Algis Leisis      | 1992                             |             |
| Raimundas Saulius Baltuška | 1992 – 1999                      |             |
| Kęstutis Macijauskas       | 28. April 1999 – 4. Juni 2008    |             |
| Artūras Stankaitis         | 4. Juni 2008 – 24. Oktober 2008  | interim     |
| Olegas Mariničius          | 24. Oktober 2008 – 1. März 2010  |             |
| Artūras Stankaitis         | 2. März 2010 – 30. April 2010    | interim     |
| Kęstutis Macijauskas       | 30. April 2010 – 27. Juli 2015   | 2. Amtszeit |
| Arūnas Mockus              | 2. August 2015 – 11. August 2020 |             |
| Giedrius Premeneckas       | 11. August 2020 – 28. Juli 2025  |             |
| Tadas Jablonskis           | seit 28. Juli 2025               |             |

## Organisation
Die Seestreitkräfte untergliedern sich in die sechs Bereiche:
- Flotte (litauisch Karo laivų flotilė)[5]
  - Minenabwehrgeschwader (litauisch Priešmininių laivų divizionas)
  - Patrouillengeschwader (Patrulinių laivų divizionas)
  - Hilfsschiffgeschwader (Pagalbinių laivų divizionas)
- See- und Küstenüberwachung (Jūros ir pakrančių stebėjimo tarnyba)
- Hafen- und Küstenverteidigung (Uosto ir priekrantės gynybos tarnyba)
- Maritimes Rettungskoordinationszentrum (Jūrų gelbėjimo koordinavimo centras)
- Logistikabteilung (Logistikos tarnyba)
- Ausbildungszentrum (Mokymo centras)

## Ausrüstung

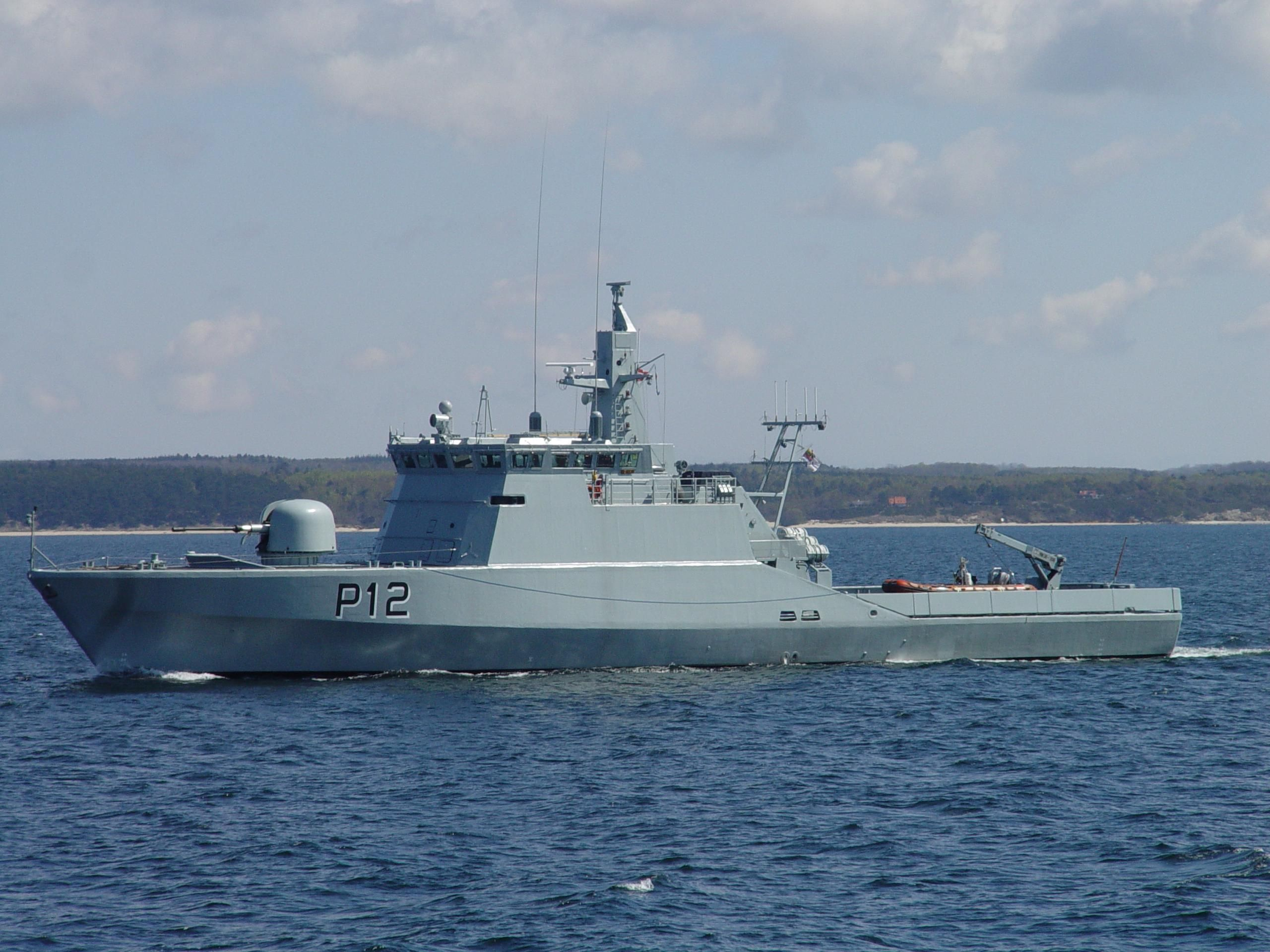
Patrouillenschiff Dzūkas

Die litauische Marine verfügt etwa über einen Bestand von 11 Seefahrzeugen:
- 4 Patrouillenschiffe der Flyvefisken-Klasse
- 2 Minenjagdboote der Hunt-Klasse
- 1 Kommando- und Versorgungsschiff der Vidar-Klasse
- 1 Hafenkutter
- 2 Schlepper
- 1 SAR-Schiff

## Dienstgrade und Dienstgradabzeichen

### Offiziere
| Dienstgradgruppe        | Flaggoffiziere | Flaggoffiziere | Flaggoffiziere | Flaggoffiziere     | Stabsoffiziere  | Stabsoffiziere   | Stabsoffiziere         | Subalternoffiziere    | Subalternoffiziere     | Subalternoffiziere |
| ----------------------- | -------------- | -------------- | -------------- | ------------------ | --------------- | ---------------- | ---------------------- | --------------------- | ---------------------- | ------------------ |
| Ärmelabzeichen          |                |                |                |                    |                 |                  |                        |                       |                        |                    |
| Dienstgrad              | Admirolas      | Viceadmirolas  | Kontradmirolas | Flotilės admirolas | Jūrų kapitonas  | Komandoras       | Komandoras leitenantas | Kapitonas leitenantas | Vyresnysis leitenantas | Leitenantas        |
| Dienstgrad (Bundeswehr) | Admiral        | Vizeadmiral    | Konteradmiral  | Flottillenadmiral  | Kapitän zur See | Fregattenkapitän | Korvettenkapitän       | Kapitänleutnant       | Oberleutnant zur See   | Leutnant zur See   |
| NATO-Rangcode           | OF-9           | OF-8           | OF-7           | OF-6               | OF-5            | OF-4             | OF-3                   | OF-2                  | OF-1                   | OF-1               |

### Unteroffiziere
| Dienstgradgruppe        | Unteroffiziere      | Unteroffiziere | Unteroffiziere | Unteroffiziere              | Unteroffiziere           | Unteroffiziere                    | Unteroffiziere | Unteroffiziere         | Unteroffiziere                     |
| ----------------------- | ------------------- | -------------- | -------------- | --------------------------- | ------------------------ | --------------------------------- | -------------- | ---------------------- | ---------------------------------- |
| Ärmelabzeichen          |                     |                |                |                             |                          |                                   |                |                        |                                    |
| Dienstgrad              | Vyresnysis laivūnas | Laivūnas       | Štabo laivūnas | Štabo laivūnas specialistas | Vyresnysis seržantas     | Vyresnysis seržantas specialistas | Seržantas      | Seržantas specialistas | Grandinis                          |
| Dienstgrad (Bundeswehr) | Oberstabsbootsmann  | Stabsbootsmann | Hauptbootsmann | Hauptbootsmann              | Oberbootsmann/ Bootsmann | Oberbootsmann/ Bootsmann          | Obermaat/ Maat | Obermaat/ Maat         | Oberstabsgefreiter/ Stabsgefreiter |
| NATO-Rangcode           | OR-9                | OR-8           | OR-7           | OR-7                        | OR-6                     | OR-6                              | OR-5           | OR-5                   | OR-4                               |

### Mannschaften
| Dienstgradgruppe        | Mannschaften                  | Mannschaften | Mannschaften         |
| ----------------------- | ----------------------------- | ------------ | -------------------- |
| Ärmelabzeichen          |                               |              |                      |
| Dienstgrad              | Vyresnysis jūreivis           | Jūreivis     | Jaunesnysis jūreivis |
| Dienstgrad (Bundeswehr) | Hauptgefreiter/ Obergefreiter | Gefreiter    | Matrose              |
| NATO-Rangcode           | OR-3                          | OR-2         | OR-1                 |